# Platymantis diesmosi
Platymantis diesmosi är en groddjursart som beskrevs av Brown och Gonzalez 2007. Platymantis diesmosi ingår i släktet Platymantis och familjen Ceratobatrachidae. IUCN kategoriserar arten globalt som otillräckligt studerad. Inga underarter finns listade i Catalogue of Life.